# Bouvesse-Quirieu
Bouvesse-Quirieu è un comune francese di 1 425 abitanti situato nel dipartimento dell'Isère della regione dell'Alvernia-Rodano-Alpi.

## Società

### Evoluzione demografica
Abitanti censiti